# Sphecodopsis villosa
Sphecodopsis villosa är en biart som först beskrevs av Heinrich Friese 1909.  Sphecodopsis villosa ingår i släktet Sphecodopsis och familjen långtungebin. Inga underarter finns listade i Catalogue of Life.